# Goldene Kamera
Goldene Kamera (svenska: Gyllene kameran) är ett film- och TV-pris som delas ut varje år av den tyska TV-tidningen Hörzu. Det har delats ut sedan 1966.

## Pristagare
Den svenska klimataktivisten Greta Thunberg tilldelades 2019 ett specialpris för sin proteströrelse Skolstrejk för klimatet.